# Štafeta olympijské pochodně 2008
Štafeta olympijské pochodně 2008 probíhala od 25. března do 8. srpna 2008. Plán této štafety byl zveřejněn 26. dubna 2007 v Pekingu. Tato štafeta, nazvaná „cesta harmonie“, trvala 130 dnů a pochodeň urazila přes 137 000 km - nejdelší vzdálenost, kterou kdy pochodeň urazila (přestože většina vzdálenosti bude překonána letecky).
Po zapálení pochodně v řecké Olympii byla pochodeň dopravena na athénský stadion Panathinaiko a odtud pak do Pekingu, kam dorazila 31. března. Z Pekingu se pak pochodeň vydala na cestu po šesti kontinentech. Cestou zavítala do měst na hedvábné stezce, která symbolizuje dávné vztahy mezi Čínou a zbytkem světa. Součástí štafety byl také pokus dopravit olympijskou pochodeň na vrchol Mount Everestu.

## Mezinárodní štafeta

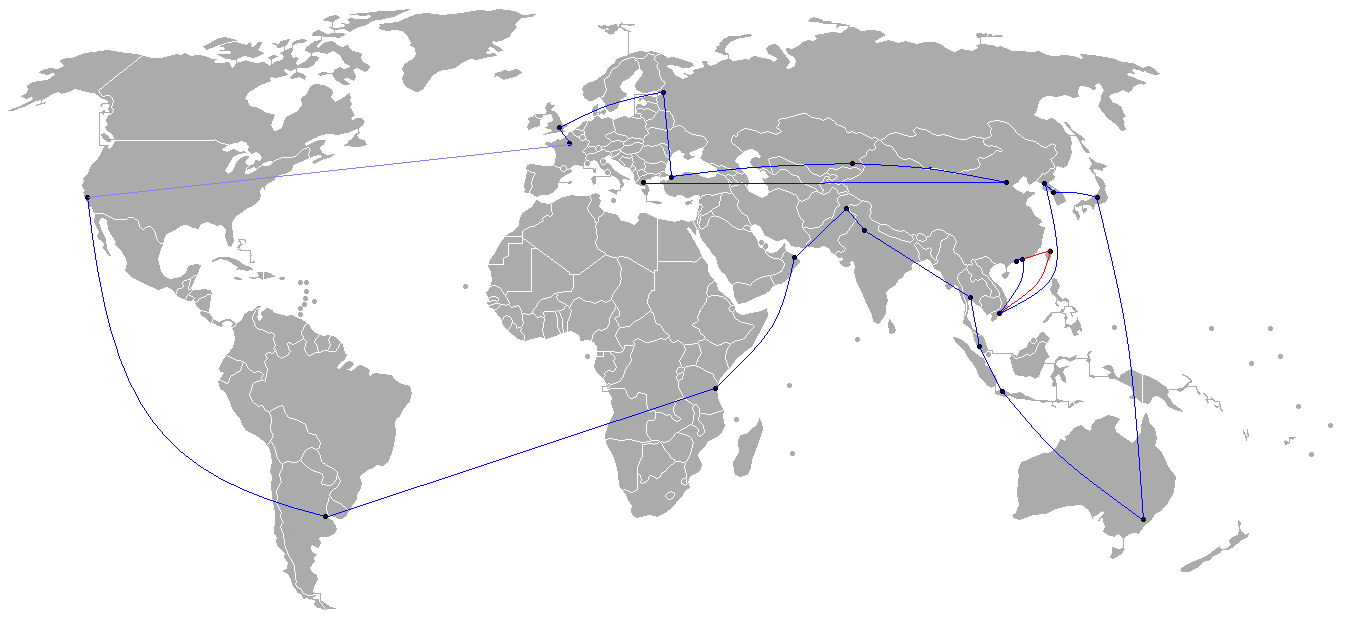
Štafeta olympijské pochodně 2008. Původně plánovaná trasa přes Tchaj-wan vyznačena červeně.

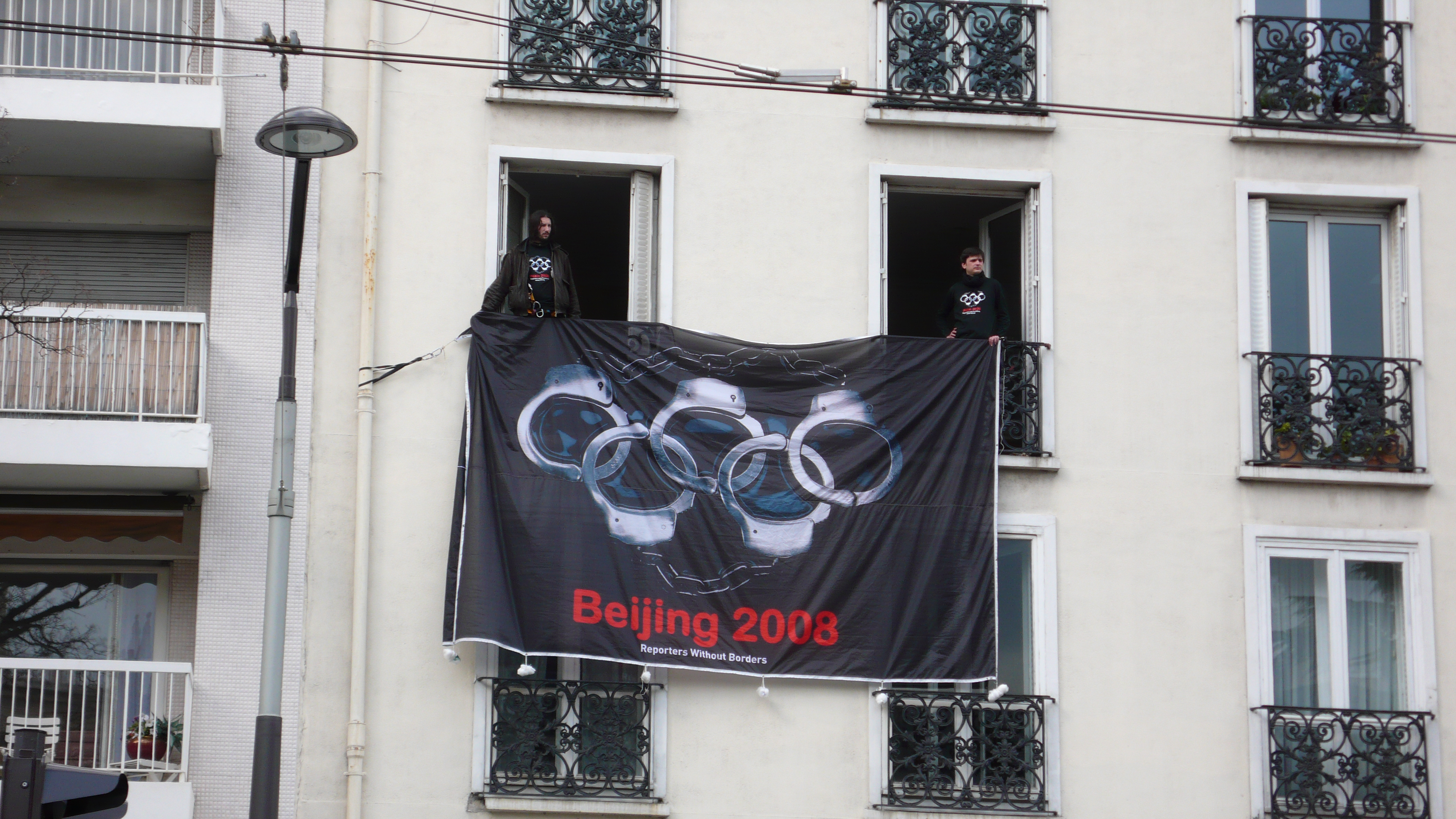
Paříž : « Beijing 2008 »

Dle ohlášené trasy by měla být pochodeň nesena těmito městy:
1. Peking, Čína
2. Almaty, Kazachstán
3. Istanbul, Turecko
4. Petrohrad, Rusko
5. Londýn, Spojené království
6. Paříž, Francie V Paříži se nesení pochodně setkalo s masivními protesty a během cesty městem se demonstrantům podařilo pochodeň pětkrát uhasit. Nakonec byla na žádost čínské strany cesta pochodně zkrácena když jí demonstranti zablokovali cestu. Podobné protesty se odehrály v Londýně, kde se demonstrantům podařilo pochodeň sebrat.[3]
7. San Francisco, Spojené státy americké
8. Buenos Aires, Argentina
9. Dar es Salaam, Tanzanie
10. Maskat, Omán
11. Islámábád, Pákistán
12. Bombaj, Indie
13. Bangkok, Thajsko
14. Kuala Lumpur, Malajsie
15. Jakarta, Indonésie
16. Canberra, Austrálie
17. Nagano, Japonsko
18. Soul, Jižní Korea
19. Pchjongjang, Severní Korea
20. Ho Či Minovo Město, Vietnam
21. Hongkong, Čína
22. Macao, Čína

Původně plánovaná trasa obsahovala mezi Ho Či Minovým Městem a Hongkongem ještě zastávku v Tchaj-peji, avšak vláda Čínské republiky tuto nabídku odmítla. Pekingský organizační výbor uvedl, že v této záležitosti budou dál jednat.
Jednání zkrachovala 12. září 2007 poté, co Peking trval na tom, že během 24km trasy na Tchaj-wanu nesmí zaznít hymna Čínské republiky nebo se objevit vlajka Čínské republiky.
Po vypršení lhůty o půlnoci z 20. na 21. září 2007 nedošly obě strany ke vzájemné shodě o podmínkách olympijské štafety, a proto se dohodly na vyjmutí tchajwanské části cesty.

## Štafeta po Čínské lidové republice

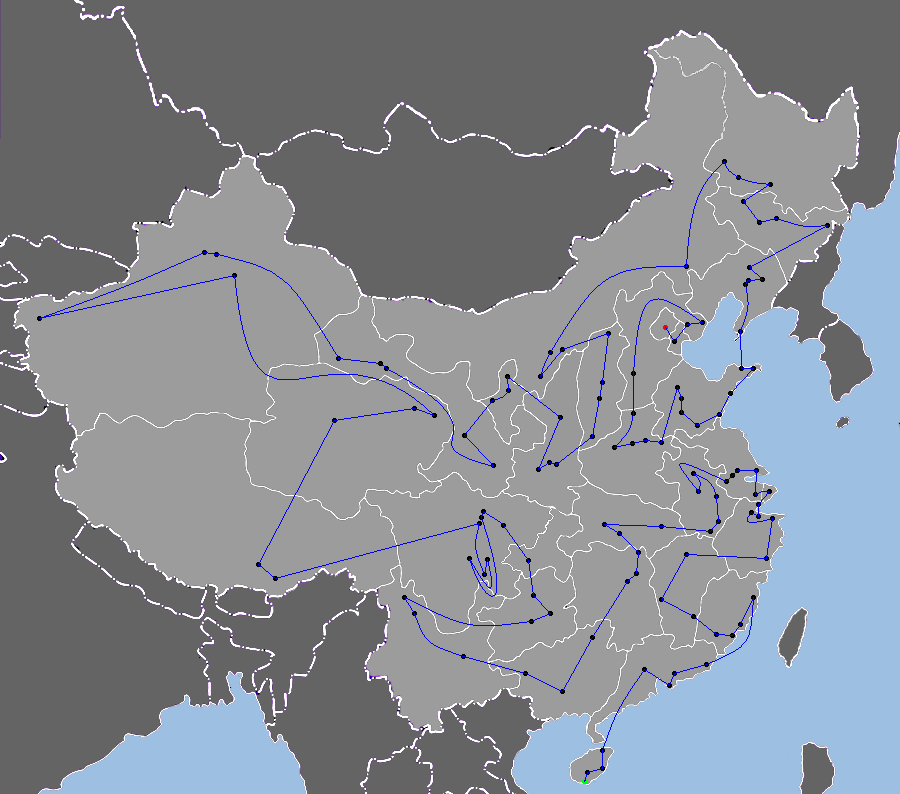
Štafeta olympijské pochodně 2008 po ČLR

Poté, co pochodeň dorazí na území kontinentální Číny, bude zahájena štafeta přes následující provincie a města:
1. Chaj-nan (San-ja, Wu-č'-šan, wan-ning, Chaj-kchou)
2. Kuang-tung (Kanton, Šen-čen, Chuej-čou, Šan-tchou)
3. Fu-ťien (Fu-čou, Čchüan-čou, Sia-men, Lung-jen)
4. Ťiang-si (Žuej-ťin, Ťing-kang-šan, Nan-čchang)
5. Če-ťiang (Wen-čou Ning-po, Chang-čou, Šao-sing, Ťia-sing)
6. Šanghaj
7. Ťiang-su (Su-čou, Nan-tchung, Tchaj-čou, Jang-čou, Nan-ťing)
8. An-chuej (Che-fej, Chuaj-nan, Wu-chu, Ťi-si, Chuang-šan)
9. Chu-pej (Wu-chan, I-čchang, Ťing-čou)
10. Chu-nan (Jüe-jang, Čchang-ša, Šao-šan)
11. Kuang-si (Kuej-lin, Nan-ning, Paj-se)
12. Jün-nan (Kchun-ming, Li-ťiang, Xamgyi'nyilha)
13. Kuej-čou (Kuej-jang, Kchaj-li, Cun-i)
14. Čchung-čching
15. S’-čchuan (Kuang-an, Mien-jang, Kuang-chan, Le-šan, C'-kung, I-pin, Čcheng-tu)
16. Tibet (Šan-nan Ti-čchü, Lhasa)
17. Čching-chaj (Golmud, Čching-chaj Chu, Si-ning)
18. Sin-ťiang (Urumči, Kcha-š', Š'-che-c', Čchang-ťi)
19. Kan-su (Tun-chuang, Ťia-jü-kuan, Ťiou-čchüan, Tchien-šuej, Lan-čou)
20. Ning-sia (Čung-wej, Wu-čung, Jin-čchuan)
21. Šen-si (Jen-an, Jang-ling, Sien-jang, Si-an)
22. Šan-si (Jün-čcheng, Pching-jao, Tchaj-jüan, Ta-tchung)
23. Vnitřní Mongolsko (Chöch chot, Ordos, Pao-tchou, Čch'-feng)
24. Chej-lung-ťiang (Čchi-čchi-char, Ta-čching, Charbin)
25. Ťi-lin (Sung-jüan, Čchang-čchun, Ťi-lin, Jen-ťi)
26. Liao-ning (Šen-jang, Pen-si, Liao-jang, An-šan, Ta-lien)
27. Šan-tung (Jen-tchaj, Wej-chaj, Čching-tao, Ž’-čao, Lin-i, Čchü-fu, Tchaj-an, Ťi-nan)
28. Che-nan (Šang-čchiou, Kchaj-feng, Čeng-čou, Luo-jang, An-jang)
29. Che-pej (Š'-ťia-čuang, Čchin-chuang-tao, Tchang-šan)
30. Tchien-ťin
31. Peking

Poznámka: Vzhledem ke sporu ohledně čínské okupace Tibetu je tamní plánovaná zastávka považována za velmi kontroverzní.

## Pochodeň

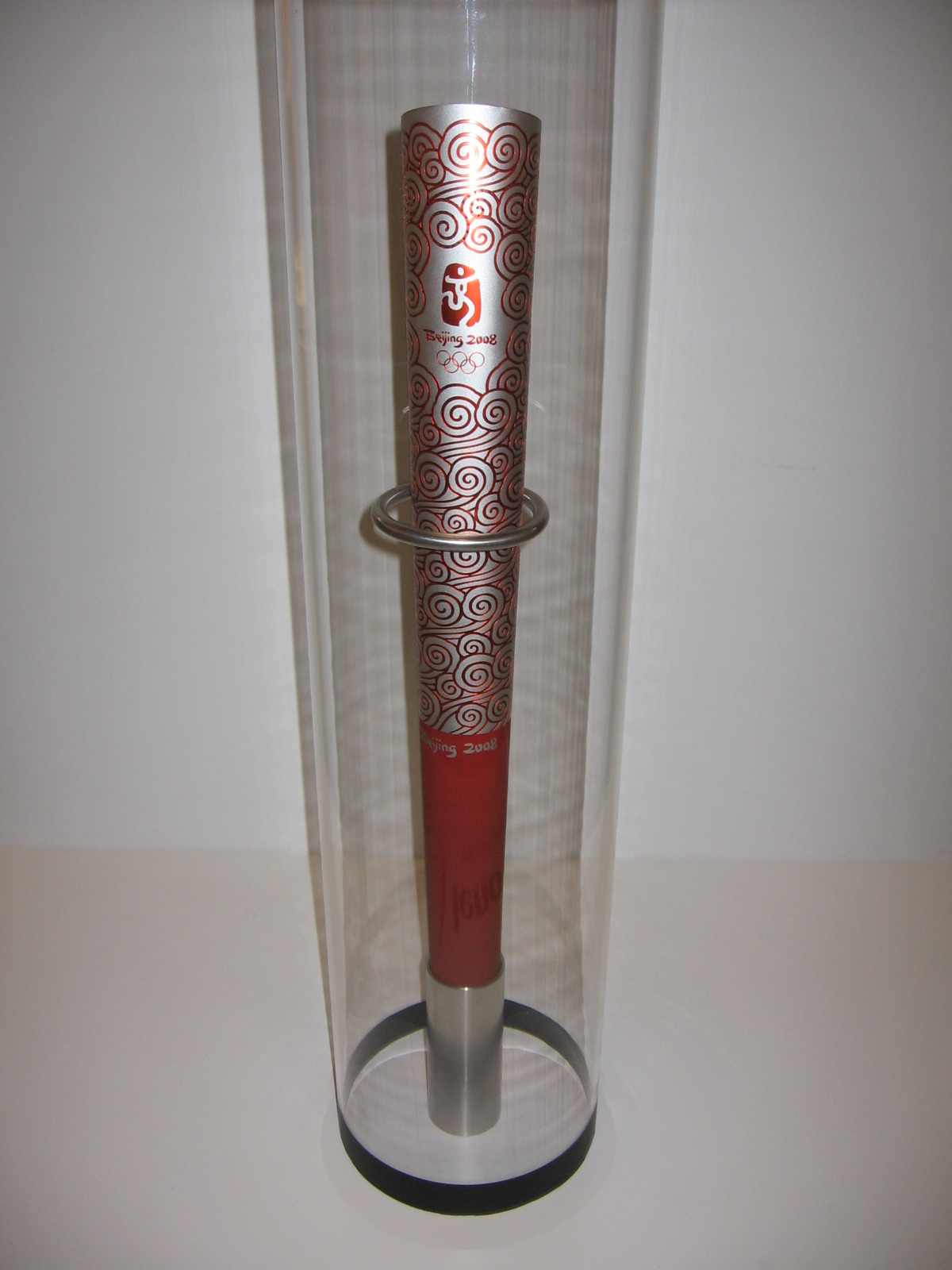
Oficiální pochodeň

Podoba olympijské pochodně pro letní olympijské hry v Pekingu vychází z tradičních svitků a využívá tradiční čínský design zvaný „šťastný mrak“. Pochodeň je navržena tak, aby zůstala zapálená ve větru do 65 km/h a při srážkách do 50 mm/h.
Pochodeň byla vyrobena s ohledem na tradiční čínský koncept 5 elementů, které tvoří celý vesmír. Jsou to: kov, dřevo, voda, oheň a země.